# Cheyenne (prénom)
Pour les articles homonymes, voir Cheyenne.
Cheyenne est un prénom épicène.

## Sens et origine du prénom
- Prénom féminin et masculin d'origine nord-amérindienne[1].
- Prénom qui signifie "orateur inintelligible" du peuple Cheyenne, en langue cheyenne, langue tonale faisant partie du grand groupe des langues algonquiennes.
- Il existe une douzaine de variantes de ce prénom : Cheyen, Chayan, Cheyanne, Cheyanna, Chiana, Chianna, Chyanne, Shayan, Shayanne, Sheyenne, Shyann et Shyanne.
- En iranien "Shayan" veut dire "Dignité".

## Prénom de personnes célèbres et fréquence
- Cheyenne Jackson - Acteur américain ;
- Cheyenne Carron - Scénariste et réalisatrice française ;
- Cheyenne Kimball - Auteur-compositeur-interprète et guitariste américaine ;
- Cheyenne Brando, fille de Marlon Brando.

- Prénom assez usité aux États-Unis ; il a été classé 148e prénom le plus utilisé en 2007 et fait partie des 200 prénoms les plus donnés sur ces 10 dernières années[2].
- Prénom qui  été donné en France pour la première fois en 1991 (12 fois) et qui a connu ensuite une très forte croissance de son occurrence, variant entre 150 et 200 par an[3].